# برغوثاوات
البرغوثاوات أو تحت فصيلة براغيث بيوليسيني (الاسم العلمي: Pulicinae)، هي أسرة من الحشرات تتبع الفصيلة البراغيث من رتبة البرغوثيات.

## التصنيف
- البرغوثاوية
  - الفاعية